# Dicranotropis fuscicaudata
Dicranotropis fuscicaudata är en insektsart som beskrevs av Frederick Arthur Godfrey Muir 1917. Dicranotropis fuscicaudata ingår i släktet Dicranotropis och familjen sporrstritar. Inga underarter finns listade i Catalogue of Life.